# Escala en hi fi
Escala en hi-fi va ser un programa de TV, emès per Televisió espanyola entre abril de 1961 i setembre de 1967. Entre 1963 i 1965 s'incloïa en el magazine Teledomingo.

## Format
Es tractava d'un espai musical en el qual, per primera vegada a Espanya, s'utilitzava la tècnica del play-back. Actors desconeguts prestaven la seva imatge als èxits musicals del moment, mentre desenvolupaven una acció amb argument, en una mena d'embrió del que 20 anys després va ser el vídeo-clip.

## Equip
La realització del programa va ser a càrrec de Fernando García de la Vega, qui també va tenir la idea del programa.
En la primera temporada va estar presentat per l'actor Pablo Sanz, que - després d'interpretar amb canotier i bastó - un popular tema de Mario Clavell, donava lloc a les successives actuacions. Més tard aquesta labor la va realitzar el cantant Juan Erasmo Mochi.
Entre els actors que van posar la seva imatge a l'espai, figuren rostres després molt coneguts com el de Karina, qui poc després es convertiria en la cantant de moda al país. Van destacar també:
- Emiliano Redondo (1961-1964).
- Luis Varela (1961-1965).
- María José Goyanes (1961-1963).
- María José Alfonso (1961-1963).
- Concha Cuetos (1961-1963).
- Carolina Cromstedt (1961-1965).
- Juan Pardo (1962-1963).
- Gloria Cámara (1962-1965).
- Judy Stephen (1963-1965).
- Ignacio de Paúl (1964-1967).
- Guadalupe Vallina (1965-1966).
- María Luisa Seco (1966-1967).
- Jorge del Moral (1966-1967).

## Premis
- Premi Ondas (1962). Nacionals de televisió: Millor programa musical.

## Repercussions
El programa va aconseguir un èxit rotund en la televisió del moment, i de fet es va prolongar durant sis temporades.
En 1963 es va fer una versió per al cinema, dirigida per Isidoro M. Ferry i protagonitzada per Karina, Arturo Fernández, José Rubio, Xan das Bolas, María Isbert, Cassen, Laly Soldevila i Manolo Zarzo.